# Västerfärnebo landsfiskalsdistrikt
Västerfärnebo landsfiskalsdistrikt var 1918–1941 ett landsfiskalsdistrikt i Västmanlands län, bildat när Sveriges indelning i landsfiskalsdistrikt trädde i kraft den 1 januari 1918, enligt beslut den 7 september 1917. Landsfiskalsdistriktet avskaffades den 1 oktober 1941 (genom kungörelsen 28 juni 1941) när Sverige fick en ny indelning av landsfiskalsdistrikt. Av dess ingående områden överfördes då Västervåla landskommun till det nybildade Västanfors landsfiskalsdistrikt och kommunerna Karbenning och Västerfärnebo överfördes till Norbergs landsfiskalsdistrikt.
Landsfiskalsdistriktet låg under länsstyrelsen i Västmanlands län.

## Ingående områden

### Från 1918
Gamla Norbergs bergslag:
- Karbennings landskommun
- Västervåla landskommun

Vagnsbro härad
- Västerfärnebo landskommun